# سیارک ۴۸۷۰۰
سیارک ۴۸۷۰۰ (به انگلیسی: 48700 Hanggao، نامگذاری:1996HZ21) چهل و هشت هزار و هفتصدمین سیارک کشف شده‌است که در ۱۷ آوریل ۱۹۹۶ کشف شد.